# Língua tongva

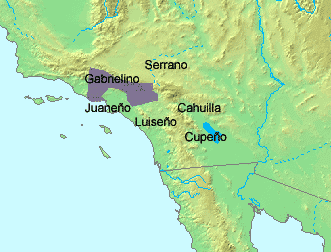
área da língua Tongva

A língua Tongva (também chamada Gabrielino) é uma língua Uto-Asteca já extinta, mas antes muito falada pelo povo Tongva] que vivia nos arredores de Los Angeles, Califórnia. A língua é muito relacionada com a língua serrano.
Os últimos falantes nativos de Tongva viveram no início do século XX, mas nenhuma evidência sobre essa data pode comprovar um falante fluente nos últimos 150 anos. A linguagem é documentada principalmente nas notas de campo não publicadas de John Peabody Harrington feitas durante esse tempo. O "J.P. Harrington Project", desenvolvido pela Smithsonian Institut através da UC Davis. Suas notas da língua Tongva, aproximadamente 6.000 páginas foram codificadas para documentação por um membro Tongva que levou 3 anos para realiza  isso.
Há reivindicações de falantes nativos de Tongva que viveram até a década de 1970, mas não há nenhuma verificação independente desses indivíduos tendo sido falantes fluentes.

## Evidências
Evidência da língua sobrevive na toponímia da moderna Califórnia do sul, incluído Pacoima - Los Angeles, Tujunga, Topanga, Califórnia, Azusa, Azusa, Cahuenga (no Cahuenga Pass) e Cucamonga no Rancho Cucamonga. Além disso, o planeta menor 50000 Quaoar foi nomeado a partir de ‘’Quaoar’’, deus criador Tongva]. 

## Revitalização
Desde 2012, os membros do conselho tribal contemporâneo de Tongva (Gabrieleño) estão tentando o revival linguístico, fazendo uso de vocabulários escritos, em comparação aos membros melhor atestados das línguas Takicas, ao o Tongva pertencia, e proporcionando aulas.  O Comitê de Línguas Gabrielino-Tongva criou lições de gramática Tongva e canções, e uma página de Tongva no Facebook apresenta diariamente um áudio de uma nova palavra, frase ou música."

## Morfologia
Tongva é uma língua aglutinante, as palavras são formadas pela junção de sufixos e muitos morfemas.

## Amostra de textos

### Pai Nosso
'Eyoonak
'Eyoonak, 'eyooken tokuupanga'e xaa;

hoyuuykoy motwaanyan;

moxariin kinswomen Tokugawa;

maay mo'wiishme limey 'xor 'Freya Tokugawa.

Hamaare, 'eyoone' maxaare' 'wee taamet,

koy 'oovonre' 'eyoomamaayntar momoohaysh, miyii 'eyaare

'oovonax 'eyoohiino 'eyooyha';

koy xaare' maayn 'iitam momoohaysh,

koy xaa mohuu'esh.

'Wee menee' xaa'e. hey

### Poema
Mopuushtenpo xaa mochoova! May your strength be with you!
Yaraarkomokre'e. I remember you.
Totaara'e piik. He is throwing the rock.
Paararne xaa. I'm thirsty.

### Conforme C. Hart Merriam (1903)
Números
1. Po-koo
2. Wěh-hā
3. Pah-hā
4. Wah-chah
5. Mah-har
6. Pah-vah-hā
7. Wah-chah-kav-e-ah
8. Wa-ha's-wah-chah
9. Mah-ha'hr-kav-e-ah
10. Wa-hās-mah-hah'r
11. Wa-hā's-mah-hah'r-koi-po-koo
12. Wa-hā's-mah-hah'r-koi-wěh-hā

Urso Grizzly
hoó-nahr
hoon-nah (se for sujeito)
hoon-rah (se for objeto)
Urso Negro Americano
pí-yah-hó-naht

### Conforme Alexander Taylor (1860)
Números
1. po-koo
2. wa-hay
3. pa-hey
4. wat-sa
5. mahar
6. pawahe
7. wat-sa-kabiya
8. wa-hish-watchsa
9. mahar-cabearka
10. wa-hish-mar

Taylor disse "eles não contam acima de dez"

### Conforme Dr. Oscar Loew (1875)
Números
1. pu-gu'
2. ve-he'
3. pa'-hi
4. va-tcha'
5. maha'r
6. pa-va'he
7. vatcha'-kabya'
8. vehesh-vatcha'
9. mahar-kabya'
10. vehes-mahar
11. puku-hurura
12. vehe-hurura

urso
unar

### Collected by Charles Wilkes, USN (1838-1842)[6]
Numbers
1. pukū
2. wehē
3. pāhe
4. watsā

bear
hundr

### Outros autores
- raposa do deserto: erow[7]
- Pacoima = da palavra raiz Pako entrar, significa entrada
- Tujunga = da raiz mulher velha tux'uu; Tujunga significa Mountains of Health conforme antigos nativos.
- Azusa = da palavra -shuuk 'Ashuuksanga = avó dele

### Toponímia
Nome de diversas missões.
| Inglês                 | Tongva  |
| ---------------------- | ------- |
| Los Angeles            | Yaa     |
| San Bernardino         | Wa'aach |
| San Gabriel            | Shevaa  |
| San Pedro, Los Angeles | Chaaw   |
| Santa Ana, Califórnia  | Hotuuk  |
| Santa Mônica           | Kecheek |
| Ilha de Santa Catalina | Pemu    |

## Fonologia

### Consoantes
A seguir está uma lista das consoantes e vogais da língua Tongva. Entre parênteses está a ortografia do som específico. Observe que existem várias ortografias para a linguagem Tongva e certas letras representam mais de um som, portanto certos sons podem ter várias maneiras de ser soletrado.
|             |             | Bilabial  | Labio- dental | Alveolar | Postalveolar   | Palatal   | Velar      | Velar   | Uvular | Glotal |
| plana       | lab.        | Bilabial  | Labio- dental | Alveolar | Postalveolar   | Palatal   |            |         | Uvular | Glotal |
| ----------- | ----------- | --------- | ------------- | -------- | -------------- | --------- | ---------- | ------- | ------ | ------ |
| Nasal       | Nasal       | m (m)     | ɱ (m)         | n (n)    |                |           | ŋ (ng~n)   |         |        |        |
| Plosiva     | tênue       | p (p)     |               | t (t)    |                |           | k (k~c~qu) | kʷ (kw) |        | ʔ (ʼ)  |
| Plosiva     | forte       | b (b)     |               | d (d)    |                |           | ɡ (g~gu)   |         |        |        |
| Fricativa   | tênue       | ɸ (p)     | f (p~v~f)     | s (s)    | ʃ (sh) tʃ (ch) | ç (h~r)   | x (x)      | xʷ (xw) | χ (x)  | h (h)  |
| Fricativa   | forte       | β (b~v)   | v (v)         | z (z)    | ʒ (x~sh)       | ʝ (y~x~j) | ɣ (x~h)    |         | ʁ (r)  | ɦ (h)  |
| Vibrante    | Vibrante    |           |               | r~ɾ (r)  |                |           |            |         |        |        |
| Aproximante | Aproximante | w-ʋ-ʍ (w) | w-ʋ-ʍ (w)     | l (l)    |                | j (y~j)   |            |         |        |        |

### Vogais
|              | Anterior | Anterior | Central | Back  | Back    |
| curta        | longa    | curta    | curta   | longa |         |
| ------------ | -------- | -------- | ------- | ----- | ------- |
| Fechada      |          | iː (ii)  | ɨ~ə (i) | u (u) | uː (uu) |
| Meio-fechada |          |          |         | o (o) | oː (oo) |
| Meio-aberta  | ɛ (e)    | eː (ee)  |         |       |         |
| Aberta       | a (a)    | aː (aa)  |         |       |         |